# 仁科濫觴記
仁科濫觴記（にしならんしょうき）は、崇神天皇の時代から弘仁までのおよそ1000年間における、古代の仁科氏の歴史。信濃国（長野県）安曇平の歴史や、地名の起こりに加え、部分的に中央政権の動向にも触れられている。著者は不明で、制作年代は江戸時代と考えられている。

## 概要
『安曇の古代 -仁科濫觴記考-』の著者仁科宗一郎によって、信濃国風土記の一端を伝えるものであった可能性が示唆されている。部分的な情報は、仁科氏に代々伝わっていた奈良時代を遡る「御所ノ旧記」なる記録（未発表）が参照されている。「天皇」という記述から後代の加筆が確実であるものの、「成務天皇五年（135年）二月」といった古代の細かな時間範囲の事件にも触れられている。また、大海人皇子（後の天武天皇）に比定されうる「皇極ノ太子」による、白雉4年（653年）以降のこの地方への政治関与の記録など、中央政権の動向の詳細に言及している点もある。
記録の最終の時代である白雉4年から弘仁8年（817年）の記述は、非常に詳細である一方、白雉以前の記録はあいまいな点も多く、また成務天皇期よりも後のおよそ500年間の記録は欠けている。
やはりこの地域の記録としても知られる信府統記が、おとぎ話的な要素を多く含み、事件の背景年代もあいまいであるのに対し、人間の歴史として時間軸に置いて記述しようとしている態度が一貫している。創作童話「龍の子太郎」のモデルとなった民話の一つ泉小太郎伝説や、八面大王など、安曇盆地の口頭伝承が記述されている。また、大町・安曇・穂高・千曲川・仁科三湖・有明山・高瀬川 (長野県)・梓川・姫川・仁科神明宮・穂高神社・若一王子神社などの由来（名前の変遷や成立年が記されているものもある）についても記されている。
記録されている地域の範囲は、仁科（現在の大町市から安曇野市にかけて）の記録が中心となっているが、南は松本市島立から同市梓川地区、北は北安曇郡白馬村、同小谷村を超え、信越国境に及んでいる。また、長岡京や岡本宮にも触れられている。

## 原本・写本・抄録
- 赤羽氏所蔵本
- 仁科神明宮所蔵本（抄録）
- 佐々屋幾神社所蔵本
- 県立長野図書館貴重資料・丸山文庫（写本）[5]
- 長野県立歴史館貴重資料・丸山文庫・清水家文書[6]

## 主な内容

### 大町
この地に崇神天皇の末の太子であり、垂仁天皇の弟にあたる「仁品王」（仁科氏の祖）が降臨。館を築いてこの地を治めたことから「王町」となった。その後、この地を訪れて政治関与した「皇極ノ太子」（大海人皇子（天武天皇）に比定されうる）によって、天智天皇7年（668年）に王町が大町に改称された、となっている。一方『長野県史』では天文22年（1553年）頃としている。

### 安曇郡・安曇野
成務天皇の代に諸国の郡の境界を定めた際、「保高見熱躬（ほたかみのあつみ）」が郡司であったため「熱躬郡」となった。天智天皇7年（668年）に、「熱躬」の名を除こうと考えた「皇極ノ太子」（大海人皇子（後の天武天皇）に比定される）によって「安曇」に改称されたとある。

### 梓川
「熱躬川」であったにもかかわらず、梓川を「あつみがわ」ではなく「あずさがわ」と呼ぶ理由としては、二十巻本の和名抄（巻5）で、信濃国安曇郡を「阿都之（あつし）」と訓じてあることがあげられる。この「あつし」の訓は、「あづさ」の音にきわめて近い。

### 更級郡・筑摩郡・千曲川
同様に諸国の郡の境界を定めた際（古事記には「国々の堺、また大県小県の県主を定めた」とある）、熱躬郡（後に「安曇郡」に改称）と熱躬川（後に梓川に改称）が決められたが、おそらくこのときに筑摩郡と筑摩川（後に千曲川に改称）も決められた可能性が示唆されている。この頃の筑摩郡は、後の更級郡となる地域を含み、後に筑摩郡から更級郡が分かれた際（天智天皇7年（668年）あたり？）、更級郡の川にもかかわらず、千曲川に「つかま/ちくま」の字が残ることとなったと推定している。

### 高瀬川
古代は遠音太川（とおだかわ）と呼ばれていたが、この地を訪れて政治関与した「皇極ノ太子」（大海人皇子（天武天皇）に比定されうる）の詠んだ歌
『遠音太河和、勇夫越来川合、高瀬浪波、不能渉矣（とおだかわ、ゆうふこえくるかわあいの、たかせのなみは、わたれざりけり）』
によって、白雉5年（654年）6月に高瀬川と改称された、となっている。

### 仁科神明宮
『「崇神天皇の末の太子」で「垂仁天皇の弟王」である「仁品王（ひとしなおう）」（仁科氏の祖）がこの地に降臨し、氏神として天照皇太神の廟を建造して「宮本神明宮」と命名し、毎月十六日に参拝した、とある。この宮本神明宮が仁科神明宮の始まりとなる。その後宮本神明宮は、仁品王の子孫によって仁品王、妹耶姫なども祭祀されるようになり、白雉5年（654年）2月上旬の増営の際には末社が12社を数えた』とある。

### 若一王子神社
垂仁天皇の時代に当地に移住した仁品王が伊弉冉尊を祀ったのに始まるされる。嘉祥2年（849年）、当地の人々によって仁品王とその妻の妹耶姫が合祀された。

### 穂高神社
白雉4年（653年）に、「皇極ノ太子」（天武天皇に比定される）によって創建されたとある。それによると、この地が「安曇郡」の名の起こりとなった保高見ノ熱躬（ほたかみのあつみ）の舎跡であったことから、「保高（穂高）神社」と呼ばれるようになったという。

### 大海人皇子・天武天皇
白雉4年から5年（653年から654年）にかけ、信濃国熱躬郡（安曇郡）に、大海人皇子に比定しうる「皇極ノ太子」が降臨し、この地域の政治状況に深く関与した。さらに斉明天皇2年（656年）、「皇極ノ太子」は自身の3歳の子を秘密裏に仁品城の新しい城主として仁科氏の血統を一新し、天智天皇7年（668年）には仁品氏を仁科氏と改めさせるなど、後々までこの地域の政治に大きく関わったことも記されている。

### 等々力
人皇十二代景行天皇の頃に、東夷の襲来を怖れた仁品王（「仁品」は後に「仁科」と改称）は、矢原（現・安曇野市穂高矢原）に陣を構え、弓箭を荘（かざ）って健男を集め、「郎等等力合（ろうどうら、ちからをあわせ）」てこれに備えた。この「郎等、等、力合」の中の「等等力」をとって、「保高（穂高）等々力」の地名が起った、とある。
等々力氏の起源は、飛鳥時代の田村守宮（たむらのいもり）に遡る。斉明天皇2年（656年）に、大海人皇子（天武天皇）に比定されうる「皇極ノ太子」の密命で、その三歳になる子が仁科の城主として派遣された。その際、補佐として田村守宮をつけて、都（岡本宮）から王町（現・大町市）に降った。この田村守宮が等々力氏の祖で、8世紀頃に孫が初めて等々力玄馬亮（とどりきのげんばのすけ）を名のることとなる（しかし玄馬亮の子は、再び「田村守宮」を名のっている）。
「皇極ノ太子」を天武天皇に比定すると、この田村守宮はあるいは天武天皇の父の舒明天皇(田村皇子（たむらのみこ）)か、その母の糠手姫皇女（田村皇女（たむらのひめみこ））の一族である可能性も示唆されている。
別に、八面大王退治の「伝説」とともに語られているバージョンもある。『信府統記』（第十七）、『仁科開基』などによると、八面大王と呼ばれる盗賊（の一団）を坂上田村麻呂が退治して帰る際、その家臣の「等々力玄蕃允（とどりきげんばのすけ）」を現地に残した、というのである。しかしながら後者の記述は、著名な征夷大将軍田村麻呂の征東にあわせた伝説である感をまぬがれない。